# Massa Bouchafa
Massa Bouchafa  (ALA-LC: Masa Buishifa) (en árabe: ماسا بوشافا‎)‎; (1964) es una cantante argelina, una estrella de la música cabileña. Es originaria de la villa de Azru, que hoy es la comuna de Illilten (Ath Illilten), no muy lejos de Iferhounene en la región de Ain El Hammam (Michli).
Vestida con coloridos trajes tradicionales, interpreta muchas canciones compuestas y escritas por su marido, M'hend Bouchafa.
Se dio a conocer cantando en la Universidad Tizi Ouzou en el noveno aniversario de la primavera bereber en 1989.
Sus canciones suelen estar llenas de optimismo ("Tamaghra"). Y, también cantó un tributo a Mouloud Mammeri. Con sede en París, desde 1994, Massa Bouchafa continúa cantando y sacudiendo a su público en las etapas francesa, europea y mundial. Y, ella no olvida a los del otro lado del Mediterráneo; y, que cruza cada año para encontrar a su familia y su público argelino. El exilio no la detiene, todo lo contrario. Así, la distancia física, entre su tierra natal y la Francia, de ninguna manera resta valor a su apego indeleble a su cultura e identidad bereber que la inspira más que nunca; su repertorio Bouchafa incluye 110 canciones repartidas en quince álbumes.

## Discografía
- Hommage à Mouloud Mammeri (1989)

- Tiɣri (1990)

- Inebgawen (Los invitados) (1992) quiere ser un himno a la unión entre todas las comunidades argelinas (chaouie, tuaregs, kabileños, chleuh, mozabitas ...). también es una invitación a defender la cultura bereber y romper las barreras que se oponen a su desarrollo.

- Ma Tufid (Si lo encuentras) (1997)[5] es una defensa de los derechos y las libertades de las mujeres argelinas, aún sujetas al dictado del hombre y a las leyes deshonestas del código familiar.

- Izayriyen (Los argelinos) (1998) es un llamamiento a la unión de todas las fuerzas sociales y políticas del país sin ningún tipo de exclusividad. Con un texto asertivo, Massa pide prohibir las diferencias y destruir los obstáculos que rompen la solidaridad entre los niños de Argelia.

- La Perle du Djurdjura (1999)

- Massa Bouchafa Live (1999)

- Yuli Was (2001)

- Massa Bouchafa : rythmes berbères d'Algérie (2001)

- Massa Bouchafa : Taqbaylit (2002)

- Massa Bouchafa : the Best-of (2003)

- Massa Bouchafa : Muxalxal (Moukhalkhal) (2005) idioma bereber (La mujer) "que usa el brazalete"[6]

- Massa Bouchafa : Tanaslit (2007)

- Massa Bouchafa : Tamurt-iw (2013)

- Massa Bouchafa : Yedja-yi (2017)[7]